# Tonengo

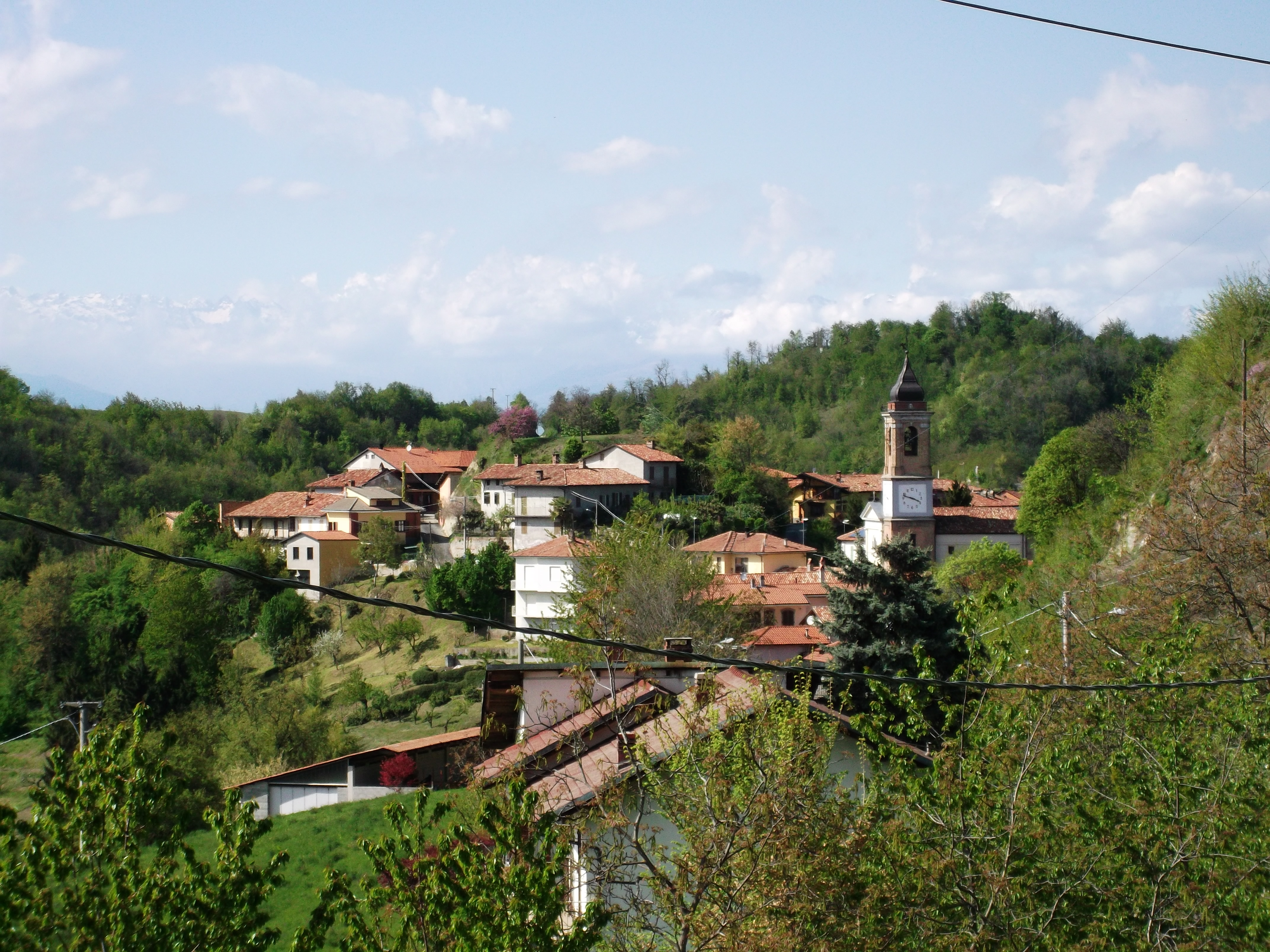
Tonengo

Tonengo is een plaats en voormalige gemeente in de Italiaanse provincie Asti (regio Piëmont) en telt 196 inwoners (31-12-2004). De oppervlakte bedraagt 5,5 km², de bevolkingsdichtheid is 36 inwoners per km².

## Demografie
Tonengo telt ongeveer 93 huishoudens. Het aantal inwoners steeg in de periode 1991-2001 met 3,2% volgens cijfers uit de tienjaarlijkse volkstellingen van ISTAT.
| Jaar | Inwoneraantal |
| ---- | ------------- |
| 1991 | 186           |
| 2001 | 192           |

## Geografie
De gemeente ligt op ongeveer 430 m boven zeeniveau.
Tonengo grenst aan de volgende gemeenten: Aramengo, Casalborgone (TO), Cavagnolo (TO), Cocconato, Lauriano (TO), Moransengo.